# Аллан Лоуренс
Аллан Лоуренс  (англ. Allan Lawrence; нар. 9 липня 1930) — австралійський легкоатлет, олімпійський медаліст.

## Виступи на Олімпіадах
| Олімпіада     | Дисципліна           | Місце     |
| ------------- | -------------------- | --------- |
| Мельбурн 1956 | біг на 5000 метрів   | 1 h2 r1/2 |
| Мельбурн 1956 | біг на 10 000 метрів | 3         |
| Рим 1960      | біг на 5000 метрів   | 4 h2 r1/2 |
| Рим 1960      | біг на 10 000 метрів | AC        |
| Рим 1960      | марафонський біг     | 54        |